# Worms (videojuego de 2007)
No confundir con Worms (videojuego de 1995).
Worms es un videojuego de estrategia por turnos desarrollado por Team17. Está disponible en plataformas Xbox Live Arcade, PlayStation Network y iOS y es una de las muchas versiones de la serie Worms creada por Team17. El juego se conocía como Worms HD durante el desarrollo, pero Microsoft lo rebautizó sólo con Worms.

## Gameplay
Los jugadores controlan un pequeño pelotón de gusanos a través de un paisaje deformable, luchando contra equipos controlados por equipos o jugadores. El juego cuenta con animación brillante y humorística de dibujos animados y un variado arsenal de armas. La comunicación de voz completa también está disponible entre los jugadores del juego. El juego incluye un tutorial, desafíos para un solo jugador y un multijugador competitivo para hasta cuatro equipos, tanto en línea como fuera de línea.

## Desarrollo
El desarrollo y lanzamiento de la versión Xbox Live Arcade de Worms se retrasó significativamente debido a un desacuerdo durante el proceso de certificación antes del lanzamiento, sobre el requisito de un medio en el juego para proporcionar retroalimentación de los jugadores opuestos en los vestíbulos de postjuego. Este retraso en el proceso de certificación fue una fuente de frustración para todos los involucrados. [5] El contenido descargable publicado en mayo y julio de 2007 incluyó nuevos trajes, voces y entornos para los juegos. El juego ha tomado desde el apodo, Worms (2007). Su primera manifestación pública oficial fue en el salón de exposiciones del 2007, Consumer Electronics Show.

## Lanzamiento
El juego fue lanzado el miércoles 7 de marzo de 2007 en Xbox Live, el 26 de marzo de 2009 en PlayStation Store y el 11 de julio de 2009 en iOS. La versión 2007 de Worms es un mejorado de Worms: Open Warfare, que en sí es un remake del videojuego original de 1995 del mismo nombre. Las versiones Xbox Live y PlayStation Network no son exactamente idénticas y contienen algunas diferencias en el armamento disponible.